# Ložane
Ne doit pas être confondu avec Lozane.
Llozhan en albanais et Ložane en serbe latin (en serbe cyrillique : Ложане) est une localité du Kosovo située dans la commune/municipalité de Pejë/Peć et dans le district de Pejë/Peć. Selon le recensement kosovar de 2011, elle compte 597 habitants.

## Démographie

### Évolution historique de la population dans la localité
| 1948 | 1953 | 1961 | 1971 | 1981 | 1991 | 2011 |
| ---- | ---- | ---- | ---- | ---- | ---- | ---- |
| 294  | 306  | 399  | 541  | 664  | 677  | 597  |

|  |

### Répartition de la population par nationalités (2011)
En 2011, les Albanais représentaient 91,12 % de la population et les Égyptiens 8,54 %.